# Raz Segal
Raz Segal (hebräisch רז סגל) ist ein israelischer Historiker mit dem Schwerpunkt Holocaust- und Genozid-Forschung. Er ist Stiftungsprofessor für Völkermord in der Moderne und Associate Professor für Holocaust- und Genozidforschung an der Stockton University in Galloway, New Jersey, USA. Segals Holocaustforschung konzentriert sich auf Transkarpatien.

## Studium und Karriere

### Studium
Segal absolvierte zunächst von 1994 bis 1996 ein Bachelorstudium der Sozialwissenschaften an der Bar-Ilan-Universität bei Tel Aviv. Von 2004 bis 2007 absolvierte er ein Geschichts-Masterstudium in Jüdischer Geschichte an der Universität Tel Aviv, das er mit Summa cum Laude abschloss. Seine Abschlussarbeit über den Holocaust in den Karpaten wurde von der Goldhirsch Foundation, von Beit Shalom Aleichem und von der Ben-Gurion-Universität ausgezeichnet und wurde 2011 zunächst auf Hebräisch, 2013 auch auf Englisch durch die israelische Holocaustgedenkstätte Yad Vashem verlegt. Von 2007 bis 2013 promovierte Segal an der Clark University in Worcester, USA.

### Wissenschaftliche Karriere

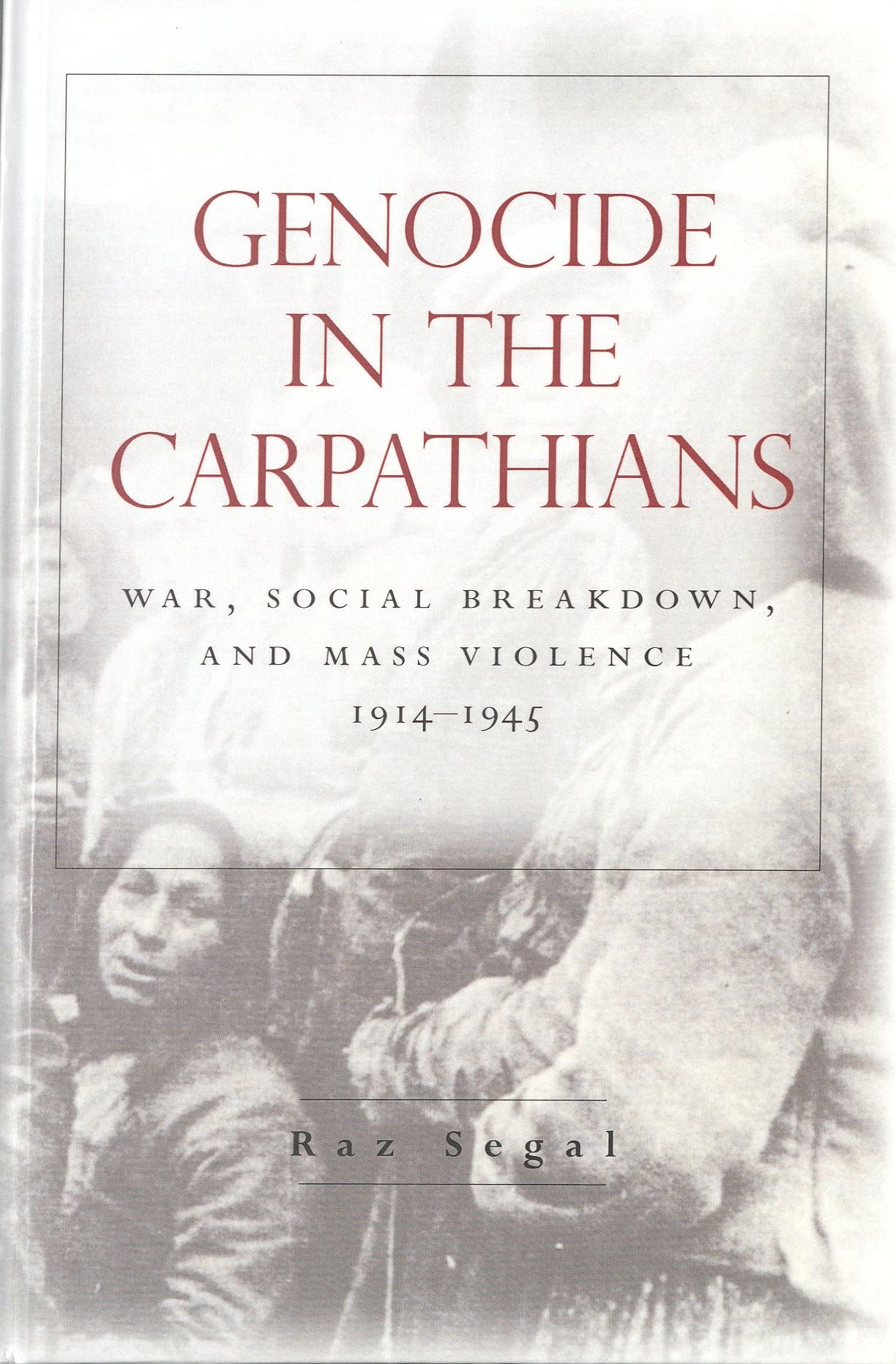
Genocide in the Carpathians (2016)

Nach seiner Promotion erhielt Segal mehrere Post-Dissertations-Stipendien, darunter vom Avraham Harman Institut für zeitgenössisches Judentum an der Hebräischen Universität Jerusalem und dem YIVO Institute for Jewish Research sowie eine Harry Frank Guggenheim Fellowship und eine Fulbright Fellowship. Er lehrte unter anderem Holocaust Studies an der Universität Haifa und der Universität Tel Aviv.
Derzeit (2023) arbeitet Segal als Stiftungsprofessor für das Studium des Völkermords in der Moderne sowie als Associate Professor für Holocaust- und Genozidforschung an der Stockton University in den USA. Er ist Gründer und Direktor der Refugee Studies Initiative sowie Verantwortlicher für den Master of Arts in Holocaust and Genocide Studies.
Im Juni 2024 wurde Segal die Leitung des Center for Holocaust and Genocide Studies an der University of Minnesota angeboten. Fünf Tage später wurde das Angebot zurückgezogen, angeblich wegen Beschwerden über Segals Meinung, Israels Vorgehen in Gaza stelle einen „Völkermord wie aus dem Lehrbuch“ dar. Der Zwischenfall löste in den USA eine erneute Debatte über akademische Freiheit im Zusammenhang mit dem israelisch-palästinensischen Konflikt aus.

#### Rezeption
Segal hat sich in seiner Forschungsarbeit besonders auf die Karpaten-Region konzentriert. Dabei hat er laut Amos Goldberg (Hebräische Universität Jerusalem) ein neues Verständnis bestimmter Aspekte des Holocausts entwickelt, indem er die Verfolgung und Vernichtung von Juden im Kontext nationalstaatlicher Homogenisierungsbestreben insbesondere in geografischen Grenzregionen untersucht. Segal sei damit wie Omer Bartov Vertreter eines neueren Trends in der Holocaust-Forschung, die Geschichte der Juden, vor allem in Osteuropa, jeweils im multiethnischen Kontext der betreffenden Region zu betrachten.
In seiner Rezension von Segals Days of Ruin: The Jews of Munkács during the Holocaust (Yad Vashem, 2011), konstatierte Jan Láníček (University of New South Wales) im wissenschaftlichen Journal East European Jewish Affairs, Segal mache in seinem Buch über das Schicksal der Juden in Mukatschewo wichtige Beobachtungen über die sogenannte „Bystander“-Rolle und die Reaktionen von Juden auf ihre Verfolgung. Es gebe einen deutlichen Mangel an adäquater historischer Literatur in englischer Sprache über den Holocaust in Ruthenien, und man solle „mit Spannung auf Segals zukünftige Beiträge zur Geschichte dieser speziellen Region warten“.
Emil Kerenji (United States Holocaust Memorial Museum) beschrieb Segals zweites Buch Genocide in the Carpathians: War, Social Breakdown, and Mass Violence, 1914–1945 (Stanford University Press, 2016) in The American Historical Review als „fesselnde historische Erzählung mit wichtigen analytischen Implikationen“; Segal habe Primärquellen in fünf verschiedenen Sprachen (Hebräisch, Englisch, Deutsch, Jiddisch und Ungarisch) ausgewertet und so sein Ziel erreicht, „die soziale und politische Dynamik des multiethnischen und multireligiösen Transkarpatiens vom neunzehnten Jahrhundert bis unmittelbar nach dem Zweiten Weltkrieg zu beleuchten.“ Damit habe er einen Hintergrund zum Verständnis der „vielschichtigen“ Gewalt gegen Karpaten-Ruthenen, Roma und Juden während des Zweiten Weltkriegs geschaffen.
Paul Hanebrink (Rutgers University) in Slavic Review erklärte, Segals Erzählung unterscheide sich von traditionelleren Darstellungen des Holocausts in Ungarn dadurch, dass er sich nicht hauptsächlich oder ausschließlich auf die Vernichtung des transkarpatischen Judentums konzentriere, sondern eine integrierte Analyse der vielschichtigen ethnischen Diskriminierung und Verfolgung vorlege, die in der Zeit, in der diese Region unter ungarischer Herrschaft stand, ihren Höhepunkt erreichte. Er folge damit „jüngsten Trends in der Holocaust-Forschung, die den Schwerpunkt von den deutschen Völkermordplänen und -praktiken auf die Bemühungen der mit den Nazis verbündeten Länder verlagern, ihre eigenen ethnischen Nationalstaaten in Übereinstimmung mit den deutschen Ambitionen und in deren breitem Kontext aufzubauen.“
Tomasz Frydel (University of Toronto) sagte in seiner Rezension für H-Net, Segals Rekonstruktion der Judenvernichtung in Transkarpatien liefere „wichtige Erkenntnisse über die Beziehung zwischen Staatsbildung und Formen der Gewalt, ihre Auswirkungen auf die interethnischen Beziehungen und das Potenzial einer mikrohistorischen Linse, die eine ‚feinkörnige Betrachtung‘ dieser Phänomene ermöglicht. Diese Erkenntnisse bilden wiederum die Grundlage für Segals übergreifende Kritik an zentralen Begriffen in der Geschichtsschreibung über den Holocaust in Ungarn und Osteuropa im Allgemeinen – insbesondere ‚Antisemitismus‘ und ‚Zuschauer‘ (‚Bystander‘) – und an der Tendenz dieser Begriffe, komplexe Zusammenhänge zu verwischen“; Segals Schlussfolgerungen hätten damit erhebliche Implikationen für das Feld und die künftige Forschung.
Sonia Smith (McGill University) in AJL Reviews beschrieb Segals Buch als „wichtigen Beitrag zur Geschichte des Holocausts und des Völkermords“, da es einen Mangel an Werken zu dieser geografischen Region gäbe; sie empfahl das Buch für wissenschaftliche Bibliotheken. Hana Kubátová (Karls-Universität) beschrieb das Buch als „seltenes Beispiel für eine integrierte Erzählung der jüdischen und osteuropäischen Geschichte“ und „wichtige Lektüre“. Eine teilweise kritische Rezension kam von Leslie Waters (University of Texas at El Paso). Waters meinte, Segal habe ungarische Historiker zu Unrecht beschuldigt, der Gewalt in ungarischen Grenzgebieten ungenügende Aufmerksamkeit gewidmet und solche Massengewalt allein auf deutschen Einfluss (im Gegensatz zu schon vorher in Ungarn vorhandenem Antisemitismus) zurückgeführt zu haben. Segal verteidigte sich in demselben Journal. Ferenc Laczó (Maastricht University) sah in Segals Buch „eine zum Nachdenken anregende Monografie, die vielversprechende Perspektiven eröffnet – und auch noch viel Raum für zukünftige Forschung lässt“.

### Journalismus
Segal publizierte als Autor unter anderem in den israelischen Medien Haaretz und +972 Magazine sowie in der Berliner Zeitung, in The Nation, Jewish Currents und in dem israelischen The Forum for Regional Thinking (הפורום לחשיבה אזורית). 

#### Rezeption
Im Zusammenhang mit dem Terrorangriff der Hamas auf Israel 2023, den israelischen Gegenschlägen und der verhängten vollständigen Blockade des Gazastreifens, darunter auch der Einstellung der Lieferung von Wasser und Nahrung für die Zivilbevölkerung von Israel aus, beschuldigte Segal am 13. Oktober 2023 in der Jewish Currents Israel als erster Völkermordforscher eines „Fall[es] von Völkermord aus dem Lehrbuch“ und stellte das Vorgehen in den Kontext der Nakba, der Vertreibung der Palästinenser im Zuge der israelischen Staatsgründung 1948.
Segals am 13. Oktober in der Jewish Currents veröffentlichter Text ging in Sozialen Medien rasch viral und wurde in den Folgetagen zunehmend von Medien rezipiert, darunter von ABC News, der Sendung Democracy Now des Senders PBS, von The New Republic, Newsweek, TIME Magazine, The Washington Post und anderen.
Ein am 24. Oktober von Segal in The Guardian veröffentlichter Artikel mit dem Titel „Israel muss aufhören, den Holocaust als Waffe einzusetzen“ wurde in The Jewish Chronicle scharf kritisiert; Mitglieder der jüdischen Gemeinde sagten, der Guardian habe damit einen neuen Tiefpunkt erreicht. Ein Artikel in der Los Angeles Times, in dem Segal seinen Genozidvorwurf am 19. November erneuerte, resultierte in überwiegend kritischen Leserbriefen.
Die BBC wies am 24. November 2023 eine Beschwerde über den BBC-Fußballmoderator und ehemaligen englischen Nationalspieler Gary Lineker zurück, der ein 13-minütiges Video eines Gesprächs zwischen Owen Jones und Segal auf X geteilt hatte, in dem Segal seinen Genozidvorwurf begründet. Es stehe Lineker, der das Video als sehenswert empfohlen hatte, frei, seine Meinung zu äußern. Klimaschutzaktivistin Greta Thunberg berief sich am 5. Dezember in einem Meinungsartikel über den Krieg in Gaza, den sie mit Kolleginnen und Kollegen von Fridays for Future Schweden verfasst hatte, ebenfalls auf Segals Genozid-Analyse.

## Veröffentlichungen (Auswahl)
Monografien
- Days of Ruin: The Jews of Munkács During the Holocaust. Übersetzung aus dem Hebräischen Naftali Greenwood. Yad Vashem, Jerusalem 2013. ISBN 978-965-308-428-5. (hebräisch 2011)
- Genocide in the Carpathians: War, Social Breakdown, and Mass Violence, 1914–1945, Stanford University Press, Stanford 2016. ISBN 978-0-8047-9897-6.

Beiträge
- Beyond Holocaust Studies: rethinking the Holocaust in Hungary. In: Journal of Genocide Research, 16:1, 1–23, 2014. doi:10.1080/14623528.2014.878111
- Becoming Bystanders: Carpatho-Ruthenians, Jews, and the Politics of Narcissism in Subcarpathian Rus’. In: Holocaust Studies, 16:1-2, 129-156, 2015. doi:10.1080/17504902.2010.11087248
- The Modern State, the Question of Genocide, and Holocaust Scholarship. Review-Artikel in: Journal of Genocide Research, 20:1, 108–133, 2018. doi:10.1080/14623528.2017.1412887
- Making Hungary Great Again: Mass Violence, State Building, and the Ironies of Global Holocaust Memory. In: Thomas Kühne, Mary Jane Rein (Hrsg.): Agency and the Holocaust, Palgrave Studies in the History of Genocide, Springer, Cham 2020.
- State Violence during World War Two. In: Ben Kiernan, Wendy Lower, Norman Naimark, Scott Straus (Hrsg.): The Cambridge World History of Genocide: Volume 3, Genocide in the Contemporary Era, 1914–2020, Cambridge University Press, Cambridge 2023. ISBN 978-1-108-80627-5.